# Kizilbaches

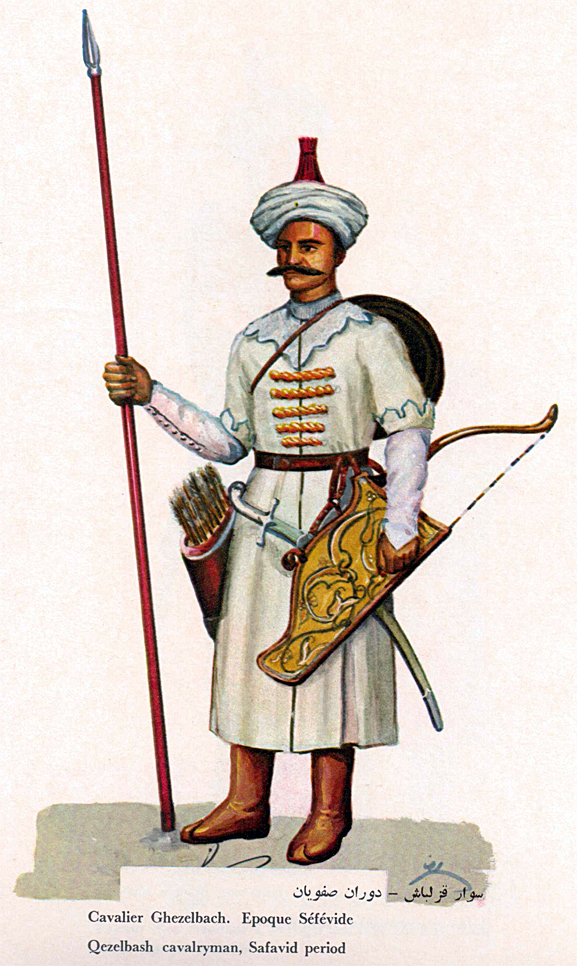
Cavalier kizilbache de la période safavide.

Les Qizilbash (persan : قزلباش, « Qizilbāsh ») étaient une coalition de groupes soufis militants, principalement composés de tribus turcomanes. Ils jouèrent un rôle clé dans la fondation de l’Empire safavide au début du XVIe siècle. Leur nom, signifiant « tête rouge », fait référence aux bonnets rouges qu’ils portaient, symbolisant leur loyauté envers la dynastie safavide et leur allégeance au chiisme duodécimain. Sous la direction d’Ismaïl Ier, les Qizilbash furent déterminants dans sa montée au pouvoir, bien que des tensions soient apparues par la suite, lorsque l’État safavide se centralisa. Malgré la diminution de leur influence politique, les Qizilbash restèrent une force militaire importante tout au long de la période safavide,.

## Étymologie
Le mot Qizilbash dérive du turc Kızılbaş, signifiant « tête rouge ». L'expression est dérivée de leur couvre-chef cramoisi distinctif à douze goussets (tāj ou tark en persan ; parfois spécifiquement appelé « Couronne de Haydar » تاج حیدر / Tāj-e Ḥaydar), indiquant leur adhésion aux Douze Imams et à Cheikh Heidar, le chef spirituel (cheikh) de l’Ordre des Safavides conformément à l'ordre de succession duodécimain. Le nom était à l'origine une étiquette péjorative donnée par leurs ennemis sunnites ottomans, mais il fut bientôt adopté comme un signe de fierté,.

## Origines
La confrérie Safavieh a été créé par le cheikh Safi al-Din Ardabili (1252-1334), originaire d'Ardabil, au nord de l'Iran, en Azerbaïdjan iranien. Cette confrérie était à l'origine un mouvement soufi (mouvement mystique dont les dirigeants étaient héréditaires). Il existe différentes théories sur l'origine de cette confrérie. La confrérie serait née du rassemblement des confréries Akhiyya (turc : Ahilik), Qalandariyya (turc : Kalenderiye), et Zahidiyya selon Bayat Fuzuli ; selon Abdülbaki Gölpinarli, elle serait issue de la confrérie Halwatiyya (turc : Halvetiye). D'après Abdülbaki Gölpinarli, l'ordre a pu pratiquer la taqiya (turc : takiyye) — dissimulation selon les principes chiites — pour être considéré comme sunnite par des observateurs extérieurs. Les Safavieh étaient alors une sorte d'autorité spirituelle mystique et héréditaire. Au XVe siècle, les Safavieh se réclament ouvertement du chiisme et ont développé une théologie militante qui voulait la suprématie du chiisme à la force des armes. Ces Safavides militants disaient être les descendants du 7e imam, Musa al-Kazim.
Les Kizilbaches descendent de la confrérie Safavieh et désignent à l'origine une confédération de sept tribus des marches turcomanes au nord de l'Iran, dans les provinces azerbaïdjanaises, unis par leur croyance dans la doctrine chiite safavide, dérivée de la doctrine Safavieh.
Certaines théories ont été avancées par des chercheurs pour relier les Kizilbaches à certains ordres secrets militants beaucoup plus anciens ; Abdülbaki Gölpinarli, un chercheur turc, voit en eux les « descendants spirituels des Khurammites ». Les Alévis kizilbaches se rattachent au Hurrémisme, d'après le chercheur Arsak Poladyan. Les Hurrémi (ou Muhammira en arabe ou en turc "les rouges ou drapeaux rouges") sont connus en kurde sous le nom de "Sor hü Ser" (rouge sur la tête). Mehmet Bayrak, chercheur turc de plus de trente ans sur cette question des origines retient aussi en 2017 la thèse suivante: "après l'assassinat de Mazdek (Ve siècle apr. J.-C.), sa femme Hurrem poursuit la diffusion de ses idées et ses disciples sont désignés par "Hurremdin". Cette croyance qui a marqué l'alévisme kizilbache en Anatolie et en Mésopotamie, a été reprise par le Yarsénisme." Hasim Kutlu note aussi que "l'alévisme qizilbash est une religion qui se dissimule depuis près de 1 400 ans".

## Croyances
Les tribus kizilbaches considéraient leurs sheikhs, particulièrement à partir de Cheikh Heidar et de son fils Ismaïl comme des personnages divins, et étaient donc considérés hérétiques par les chiites duodécimains orthodoxes. Il est clair qu'Ismaïl Ier se présentait à ses partisans non seulement comme un représentant de l'Imam occulté mais comme l'Imam caché lui-même, clamant par-là sa propre divinité. Les Kizilbaches allaient alors se battre sans armure, confiants dans le fait qu'ils ne seraient pas blessés, ajoutant Isma'il waliyyu'llah à la Chahada islamique.
Ceci est peut-être dû au fait que les Kizilbaches connaissaient en fait assez peu la doctrine du chiisme duodécimain. Quand Tabriz fut prise en 1501 par exemple, les chefs kizilbaches n'avaient avec eux aucun livre traitant du chiisme duodécimain, et le livre du fameux Allama Al-Hilli fut pris dans la bibliothèque de la ville afin de fournir des éléments sur la nouvelle religion d'État. Aucun ouléma chiite n'a participé à la formation des politiques religieuses pendant les premières périodes de l'État safavide. Cependant, les doctrines ghulāt furent abandonnées et les oulémas chiites duodécimains résidant en Irak et à Bahreïn furent amenés dans le pays en nombre croissant. Initialement, les oulémas ne faisaient que peu de remarques sur les incohérences religieuses du monarque, mais ils ont réussi à faire adopter une version plus stricte du chiisme au cours du siècle suivant.

## Organisation et terminologie
Les Kizilbaches devaient en effet obéissance à leur chef qui était leur murshid-e kamil ("directeur spirituel suprême), puis après l'établissement d'un royaume, comme Padichah ("roi"), modifiant ainsi la relation religieuse entre un guide et ses partisans en relation politique entre un souverain et ses sujets. Conséquemment, tout acte de désobéissance d'un soufi kizilbache contre son grand maître spirituel pouvait être considéré comme un « acte de trahison envers le roi et un crime contre l'état » (en persan:na-sufigari, conduite impropre d'un soufi); comme lorsque Chah Abbas Ier fit mettre à mort des Kizilbaches en 1614.
La terminologie kizilbache comporte deux types de partisans :
- Kizilbache: soldat « spirituel » au service du shah
- Chahseven : par opposition, soldat associé de manière « matérielle » au shah (signifie en turc "celui qui aime le Chah").

Les tribus kizilbaches étaient nomades ou semi-nomades, essentiellement des tribus turques. À la tête de chaque tribu se trouvait un khan. Pour devenir khan, un bey devait remporter une victoire militaire.
C’était parmi les khans que le souverain prenait ses gouverneurs généraux (Beylerbeyi). Ses gouverneurs (Hakim) avaient la charge de provinces et districts qu’ils recevaient en fief (Tayyul).
Restant en tribus avant d’obéir au souverain, les Kizilbaches recevaient les ordres de leurs chefs qui selon leur importance avaient rang de Bey, Sultan ou Khan (aussi appelés Amirs). Le chef de l’armée Khanlar Khani (le khan des khans), était généralement le gouverneur de Tabriz (le centre de la province d'Azerbaïdjan oriental).
En temps de guerre, les khans étaient tenus d’apporter au shah le concours de leur tribu. En temps de paix ils alimentaient avec leurs gens le corps des qurtchus, commandé par un Qurtchubashi, garde royale dont l’effectif ne dépassa jamais les six mille hommes.
Le Mührüdar était le Garde du sceau royal.
Le Khalifa était le représentant du shah comme Titulaire de l’administration de la justice parmi les qizilbashs
Les Khans, réunis, formaient ce qu’on appelait le conseil de Ali Ali Divani car le shah à leurs yeux était le descendant de Ali donc le successeur du prophète et par conséquent le chef spirituel terrestre. Le shah était tenu de prendre conseil pour tout ce qui concernait l’association shahseven. Ali Divani voulait dire aussi le grand conseil.
Dans ce conseil était présent le maître des cérémonies de la cour, Yasavul Sohbet.

### Tadjiks et Turkmènes
Parmi les Kizilbaches, les tribus turkmènes originaires de l'est de l'Anatolie et d'Azerbaïdjan qui ont aidé Shah Ismail à prendre le pouvoir étaient de loin les plus importantes en nombre et en influence. C'est pour cette raison que le nom Kizilbache leur est parfois donné. Voici la liste des sept tribus essentiellement turques kizilbaches originelles :
- Shamlu
- Rumlu
- Ustādjlu
- Takkalu
- Zol al-Qadr
- Qajar
- Afshār[14].

D'autres tribus, dont les Baharlou (en), Warsāk, ou Bayāt étaient occasionnellement listées parmi les sept grands uymaqs.
Certains des noms précédents possèdent le suffixe -lu indiquant la provenance en turc, comme Shāmlu ou Bahārlu. D'autres noms sont ceux de vieilles tribus oghouzes comme Afshār, Dulghadir, ou Bayāt ; tels qu'ils ont été mentionnés par l'historien médiéval Ouïghour Mahmoud Al-Kāshgharī. Le nom de la tribu Ustādjlu est quant à lui d'origine inconnue et indique sûrement une origine non turque.
Les tribus iraniennes non-turques ou non-turcophones parmi les Kizilbaches étaient appelées Tājiks (signifiant non-turcs ou iraniens) par les Turkmènes et incluaient,:
- Tālish
- Siāh-Kuh (Karādja-Dagh)
- tribus Lor (par exemple les Zand)
- certaines tribus Kurdes
- certaines familles et clans Perses

La rivalité entre les clans turcs et les nobles persans était un problème majeur dans le royaume safavide et a causé de nombreux problèmes. Comme V. Minorsky le souligne, la friction entre ces deux groupes étaient inévitable parce que les Turkmènes « ne faisaient pas partie de la tradition nationale persane ». Shah Ismail a essayé de résoudre le problème en nommant des vakils persans commandants des tribus kizilbaches. Cependant, les Turkmènes ont considéré ce geste comme une insulte et ont mis à mort trois des cinq persans nommés à ce poste - un acte qui a par la suite amené à l'écartement des Turkmènes par Shah Abbas Ier.

## Histoire

### Les débuts
Au XIVe siècle, Ardabil (ville située en Azerbaïdjan iranien) était le centre d'une organisation destinée à garder les chefs safavides en contact avec ses mourides (maîtres spirituels) sur les territoires qui sont maintenant l'Azerbaïdjan, l'Irak et l'est de l'Anatolie. L'organisation était contrôlée à travers le poste de khalifat al-khulafa'i qui nommait des représentants (khalifa) dans les régions où la propagande safavide était active. Le Khalifa avait à son tour des subordonnés appelés pira. Leur présence dans l'est de l'Anatolie représentait une menace sérieuse pour les Ottomans, car ils encourageaient la population chiite d'Asie mineure à se révolter contre le sultan.
En 1499, Ismail, le jeune chef de l'ordre safavide, a quitté Lanjan pour Ardabil afin de réclamer le pouvoir. Pendant l'été 1500, près de 7 000 de ses partisans originaires des tribus turcomanes d'Anatolie, de Syrie et d'Irak - appelés collectivement « Kizilbaches » - se sont joints à lui afin de le soutenir. À la tête de ces troupes, il commence par mener une campagne punitive contre le Chirvanchah (souverain du Chirvan), il cherchait alors la revanche pour la mort de son père Heydar et de son grand-père au Chirvan. Après avoir battu le Chirvanchah Farrokh Yassar, il se déplace au sud vers l'Azerbaïdjan où ses 7 000 guerriers kizilbaches battent une force de 30 000 Aq Qoyunlu sous les ordres d'Alwand Mirza puis prennent Tabriz où Ismaïl se fait couronner en 1502, marquant ainsi la fondation de l'État Safavide.
Au cours de la première décennie du XVIe siècle, les Kizilbaches étendent le pouvoir safavide au reste de la Perse, jusqu'à Bagdad et l'Irak, auparavant sous le contrôle des Aq Qoyunlu.
En 1510, Shah Ismail envoie un grand contingent de Kizilbaches en Transoxiane afin de soutenir le souverain Timouride Babur, en guerre contre les Ouzbeks. Les Kizilbaches battent les Ouzbeks, tuent leur chef Muhammad Shaybânî, et sécurisent Samarcande pour le compte de Babur, qui en est expulsé en 1511 et se tourne alors vers l'Inde du Nord. Cependant, en 1512, une armée entière de Kizilbaches est anéantie par les Ouzbeks après que les Kizilbaches turcomans se sont révoltés contre leur vakil d'origine persane et leur commandant, Amir Nadjm. Cette lourde défaite marque la fin de l'expansion et de l'influence safavide en Transoxiane et les frontières du nord-est de l'Iran restent vulnérables aux invasions nomades.

### Bataille de Chaldoran
Pendant ce temps, la da'wa safavide continue dans les territoires ottomans - avec beaucoup de succès. La conversion de tribus turcomanes dans l'est de l'Anatolie et en Irak est encore plus inquiétante pour les ottomans, ainsi que le recrutement de combattants expérimentés et craints dans l'armée safavide grandissante. Afin d'arrêter la propagande safavide, Bayézid II déporte de grands nombres d'habitants chiites d'Asie mineure jusqu'en Morée. Cependant, en 1507, Shah Ismail et les Kizilbaches s'emparent de grandes parties du territoire turc, en battant les forces régionales ottomanes. À peine deux ans après en Asie centrale, les Kizilbaches battent les ouzbeks à Merv, tuent leur chef Muhammad Shaybânî et détruisent sa dynastie. Sa tête est envoyée au sultan ottoman en guise d'avertissement.
En 1511, une révolte chiite éclate dans les Khanqah alévis et est brutalement réprimée par les Ottomans: 40 000 personnes sont massacrées sur ordre du sultan. Shah Ismail essaie en retour de tourner le chaos dans l'empire ottoman à son avantage et envahit l'Anatolie. Les Kizilbaches battent une importante armée ottomane sous les ordres de Koca Sinan Pacha. Choqué par cette lourde défaite, le sultan Selim Ier (nouveau souverain de l'empire) décide d'envahir la Perse avec une armée de 200 000 ottomans et de faire face aux Kizilbaches sur leur propre terrain. De plus, il ordonne la persécution du chiisme et le massacre de tous ses adhérents dans l'empire ottoman.
Le 20 août 1514 (1er Rajab 920 A.H.), les deux armées se rencontrent à Chaldoran en Azerbaïdjan. Les Ottomans sont supérieurs en nombre, à environ deux contre un (voire trois contre un selon certaines sources), et possèdent une artillerie et des pistolets. Les Kizilbaches subissent alors une lourde défaite, et de nombreux amirs qizilbash de haut rang ainsi que trois personnages d'importance parmi les oulémas sont tués.
La défaite détruit la croyance en l’invincibilité de Shah Ismail et en son statut divin. La relation entre le murshid-e kāmil (guide parfait) et ses murids (partisans) est alors brisée.

### Les Qizilbash et les Moghols
Après la bataille de Tchaldiran, pendant presque dix années, des factions kizilbaches rivales s'affrontent pour le pouvoir dans le royaume. En 1524, le chah Tahmasp Ier, gouverneur de Hérat, succède à son père Ismail. Il était alors sous la tutelle du puissant émir kizilbache Ali Beg Rumlu (appelé "Div Soltan") qui était donc le souverain de facto du royaume safavide. Cependant, Tahmasp réussit à rétablir son autorité sur l'État et sur les Kizilbaches.
En 1554, Humâyûn, le deuxième empereur moghol, est aux prises avec des difficultés internes dans le jeune empire moghol et fait face à une opposition des princes timourides et djaghataïdes. Il part alors pour trouver refuge auprès de Tahmasp qu'il rencontre à Soltaniyeh.
Pendant le règne de Shah Tahmasp, les Kizilbaches prennent part à une série de guerres sur deux fronts et - avec le peu de ressources qu'ils ont - réussissent à défendre leur royaume contre les Ouzbeks à l'est et contre les Ottomans à l'ouest. Avec le traité d'Amasya signé en 1555, la paix entre les Ottomans et les Safavides est faite pour toute la durée du règne de Tahmasp

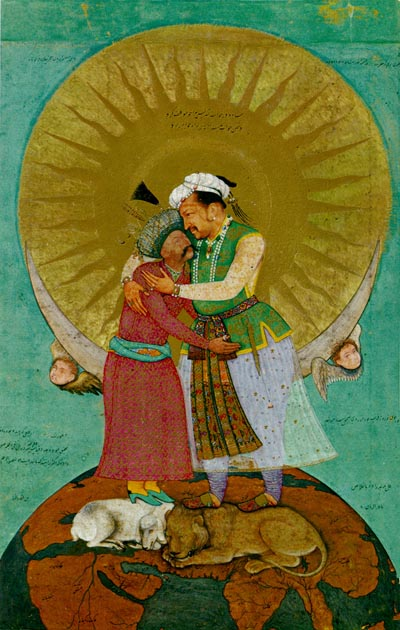
Le chah Abbas et l'empereur Jahangir

Humâyûn repart de Perse en 1554 et Chah Tahmasp l'aide à reconquérir son royaume - usurpé par Sher Shâh Sûrî - en lui prêtant une armée de 10 000 Kizilbaches et d'une vingtaine de canons, commandé par Budaq Khan Qadjar. Cette armée lui permet de prendre Kandahar et Kaboul, puis de continuer sa reconquête de l'empire moghol.
Ce corps de Kizilbaches restera au service des Moghols à partir de ce moment, certains atteignant même des postes de commandement dans les armées des Moghols : ainsi de Bayram Khan (1497-1561, appartenant au clan Baharlu des Qara Qoyunlu turkmènes), qui sert tout d'abord Shah Ismail et est ensuite envoyé par Tahmasp avec Humâyûn vers l'Inde. La reconquête de l'Inde par Akbar est attribuée à la stratégie et à la sagacité de Bayram Khan, qui porte le titre de khan-e khanan (khan des khans) puis sera fait vakil al soltana (premier ministre) par Akbar. Il aidera à consolider le pouvoir des moghols sur leur empire, en recrutant de nombreux immigrants persans tout en essayant de neutraliser les tensions entre les différentes factions des nobles de l'empire. Par la suite, des clans kizilbaches restent installés dans toute la région sous domination de l'empire moghol, mais n'auront pas un accès au pouvoir direct car Akbar considérait que les « Ouzbeks et les Kizilbaches ont l'habitude de détrôner leurs rois. »

### "Persianisation" du mouvement kizilbache
Les rivalités tribales des Turkmènes (particulièrement chez les Kizilbaches, qui sont souvent gouverneurs de provinces), la tentative des nobles perses de mettre fin à la domination turkmène et les conflits incessants pendant les dix années qui ont suivi la mort de Tahmasp ont beaucoup affaibili l'État Safavide et rendu leur royaume vulnérable aux ennemis extérieurs. Les Ottomans conquièrent alors l'Azerbaïdjan, et les Ouzbeks conquièrent le Khorassan, dont Balkh et Hérat.
L'arrivée au pouvoir de Shah Abbas en 1588 marque un changement de cap dans l'attitude du pouvoir central face aux tribus turkmènes en Perse. Les événements du passé - dont les luttes après la mort de son père Muhammad Khudabanda - le déterminent à mettre fin à la domination des tribus kizilbaches sur le pays. Afin de les affaiblir (ils étaient alors l'élite militaire de l'Empire), il fonde une armée composée de ghulams (esclaves) descendants d'Arméniens ou de Géorgiens. Cette nouvelle armée serait fidèle à la personne du Shah et plus aux chefs de clans.
La réorganisation de l'armée met donc fin au règne indépendant des tribus kizilbaches dans les provinces safavides, et permet donc de centraliser encore l'administration de ces dernières.
Les Ghulams ont été nommés à des postes de haut rang à la cour, et à la fin du règne de Shah Abbas, « un-cinquième des amirs étaient des ghulams. ». Vers 1598, un arménien originaire de Géorgie, Allahverdi Khan, avait atteint le poste de commandant en chef des forces armées safavides. Les postes de vakil et d'amir al-umarā sont tombés en désuétude et ont été remplacés par le poste de Sepahsālār (en persan : سپهسالار), maître de l'armée, commandant en chef de toutes les forces armées (Kizilbaches et non-Kizilbaches), qui était généralement attribué à un noble persan.

### Nadîr Shâh et la chute des Safavides
Le déclin des Safavides commence véritablement après la mort de Shah Abbas. Ce déclin résulte de plusieurs facteurs : souverains faibles, interférence de la politique du harem avec la politique d'État, mauvaise administration des terres de l'État et taxes excessives ainsi que faiblesse croissante des armées (à la fois l'armée kizilbache et l'armée des ghulams). De plus, la politique religieuse des oulémas chiites persécutant les sunnites (particulièrement les sunnites d'Afghanistan) est un autre des éléments déclencheur de la chute des Safavides. C'est ce déclin et ce mécontentement qui poussera des tribus afghanes dirigées par Mahmoud Ghilzai à se soulever puis à gagner une série de victoires sur la frontière occidentale en 1722, les menant rapidement jusqu'à la capitale et mettant un terme à la dynastie à l'État Safavide.
Shah Tahmasp II face à cette invasion, fait appel à Nadir Khan, un Kizilbache du clan Qirqlu de la tribu turque Afshar, qui a gagné une réputation en tant que chef de tribu après des raids et des pillages dans le Khorassan. Nadir Khan se met au service du chah et prend le nom de Tahmasp Qoli (esclave de Tahmasp) puis bat de manière décisive les Afghans à la bataille de Damghan en 1729, marquant le retour des Safavides à la tête de l'Iran. Nadir remet alors Tahmasp II sur le trône. Celui-ci perd la Géorgie et l'Arménie au profit des Ottomans, ce qui met Nadir Khan en colère, qui le destitue, met Abbas III, le fils de huit mois de Tahmasp, sur le trône et se déclare régent. Il installe sa capitale à Mechhed et commence alors une période de conquête et un retour à l'armée tribale composée de Kizilbaches. Au bout de quelques années, Nadir Khan se fait couronner chah sous le nom de Nader Chah et mène une politique de conquêtes qui le feront considérer comme le Napoléon iranien. Ces conquêtes le mènent en Afghanistan, puis jusqu'à Delhi, qu'il met à sac, rapportant alors un fabuleux butin, dont le célèbre trône du paon.
Il essaie d'imposer le sunnisme à l'Iran [Source ?]. C'est à cette époque qu'une partie des Kizilbaches s'installent en Afghanistan et en Inde lors des conquêtes de Nadir Shah.

## Legs des Kizilbaches

### Afghanistan
Les Kizilbaches en Afghanistan vivent dans les zones urbaines comme Kaboul, Hérat ou Kandahar, ainsi que dans certains villages du Hazarajat (aujourd'hui Bamiyan). Ce sont des descendants des troupes laissées dans la région par Nâdir Châh durant sa campagne indienne en 1738. Les Kizilbaches ont occupé des postes importants dans les gouvernements du passé et comptent aujourd'hui de nombreux membres qui sont commerçants, mais la plupart sont marginalisés. Depuis la formation de l'Afghanistan, ils constituent cependant une minorité importante numériquement qui peut influencer politiquement la société. Leur nombre est estimé à 50 000 individus. Ils parlent l'afshar (dialecte de l'azéri) ou le dari et sont en majorité musulmans chiites. Sir Mountstuart Elphinstone décrit les Kizilbaches de Kaboul au début du XIXe siècle comme une « colonie de Turcs parlant le persan et, pour certains d'entre eux, le turc ». Décrits comme instruits et influents, il apparaitrait qu'ils aient abandonné leur langue turque originelle en faveur du persan, devenant ainsi des « Turcs persianisés »
L'influence du mouvement kizilbache ou dans le gouvernement a nourri un certain ressentiment parmi les clans pachtounes, particulièrement après que les Kizilbaches se sont ouvertement alliés avec les Britanniques pendant la première guerre anglo-afghane (1838-1842). Au cours du massacre des minorités chiites d'Afghanistan perpétré par Abdur Rahman Khan, les Kizilbaches et les Hazaras ont été déclarés « ennemis de l'État » et ont été persécutés et chassés par le gouvernement et la majorité sunnite.

### Iran
Les Kizilbaches ont eu une place importante dans le succès de l'empire safavide, fournissant des soldats et participant à la vie économique, artistique et littéraire. De plus, de nombreux Kizilbaches sont aussi devenus des Ayatollahs ou des Mujtahids (intellectuels chiites), influençant les masses religieuses de l'Iran dans leurs pratiques religieuses et leurs croyances.

### Inde et Pakistan
Pendant la reconquête de l'Inde par Humâyûn, les Kizilbaches l'ayant accompagné sont ensuite restés dans les régions dépendant de l'empire Moghol. Leurs descendants sont aujourd'hui estimés à 3 000 personnes au Pakistan. Leurs descendants faisaient partie de la noblesse indienne comme le célèbre Sir Fateh Ali Khan Qizilbash de Nawabganj (1862-1923), et l'un d'entre eux, Agha Muhammad Yahya Khan Qizilbash (1917-1980), qui a été le président du Pakistan de 1969 à 1971.

### Turquie
Certains Alévis et Bektachis modernes sont toujours appelés Qizilbash.
« Il a été rapporté que, parmi les Turcs Ottomans, les kizilbaş sont devenus une sorte de terme dérogatoire qui peut être appliqué à des groupes qui ne sont pas nécessairement associés avec les Kizilbaches d'Asie centrale. En Turquie, on fait souvent référence aux Bektachis avec le terme Kizilbaşi. »
Les Alévis trouveraient leur origine dans les populations kizilbaches ayant été converties au début du mouvement kizilbache, comme le montrent certaines de leurs croyances.
Certaines communautés alévies et bektachies modernes, en particulier celles du sud-est de l’Anatolie, conservent des traits culturels et linguistiques directement issus de l’héritage qizilbash. Le terme « Kızılbaş » — littéralement « tête rouge », en référence aux coiffes portées par les partisans de Shah Ismail Ier — a historiquement désigné les tribus turkmènes chiites ayant soutenu la dynastie safavide lors de sa formation aux XVe et XVIe siècles.
Au fil du temps, notamment dans l’Empire ottoman, le terme a pris une connotation péjorative, utilisée pour désigner diverses communautés hétérodoxes perçues comme déviantes de l’islam sunnite dominant. Malgré cela, il a continué à être revendiqué ou reconnu comme un marqueur identitaire fort par de nombreuses branches alévies, en particulier dans les zones rurales ou semi-montagneuses où ces communautés ont longtemps vécu isolées.
Le vilayet de Diyarbekir, une division administrative de l’Empire ottoman (incluant les actuelles provinces de Diyarbakır, Mardin, Elazığ et parfois Urfa), fut un territoire où de nombreuses tribus turkmènes affiliées au mouvement kizilbash se sont établies dès les XVe et XVIe siècles. Ces tribus — souvent issues des confédérations Qara Qoyunlu et Aq Qoyunlu — ont été parmi les premières à se rallier aux idéaux religieux et politiques des Safavides, alors en lutte contre les Ottomans.
À la suite de la bataille de Chaldiran (1514), qui marqua la défaite des forces safavides face aux Ottomans, de nombreuses tribus kizilbash furent relocalisées de force, marginalisées ou victimes de persécutions. Celles qui restèrent dans le sud-est de l’Anatolie — notamment dans les régions montagneuses de Diyarbakır, Mardin, Siverek, Tunceli ou encore Elazığ — développèrent une forme d’islam chiite hétérodoxe unique, à la croisée du safavisme populaire, du soufisme turc (notamment bektachi), et d’éléments pré-islamiques ou syncrétiques.

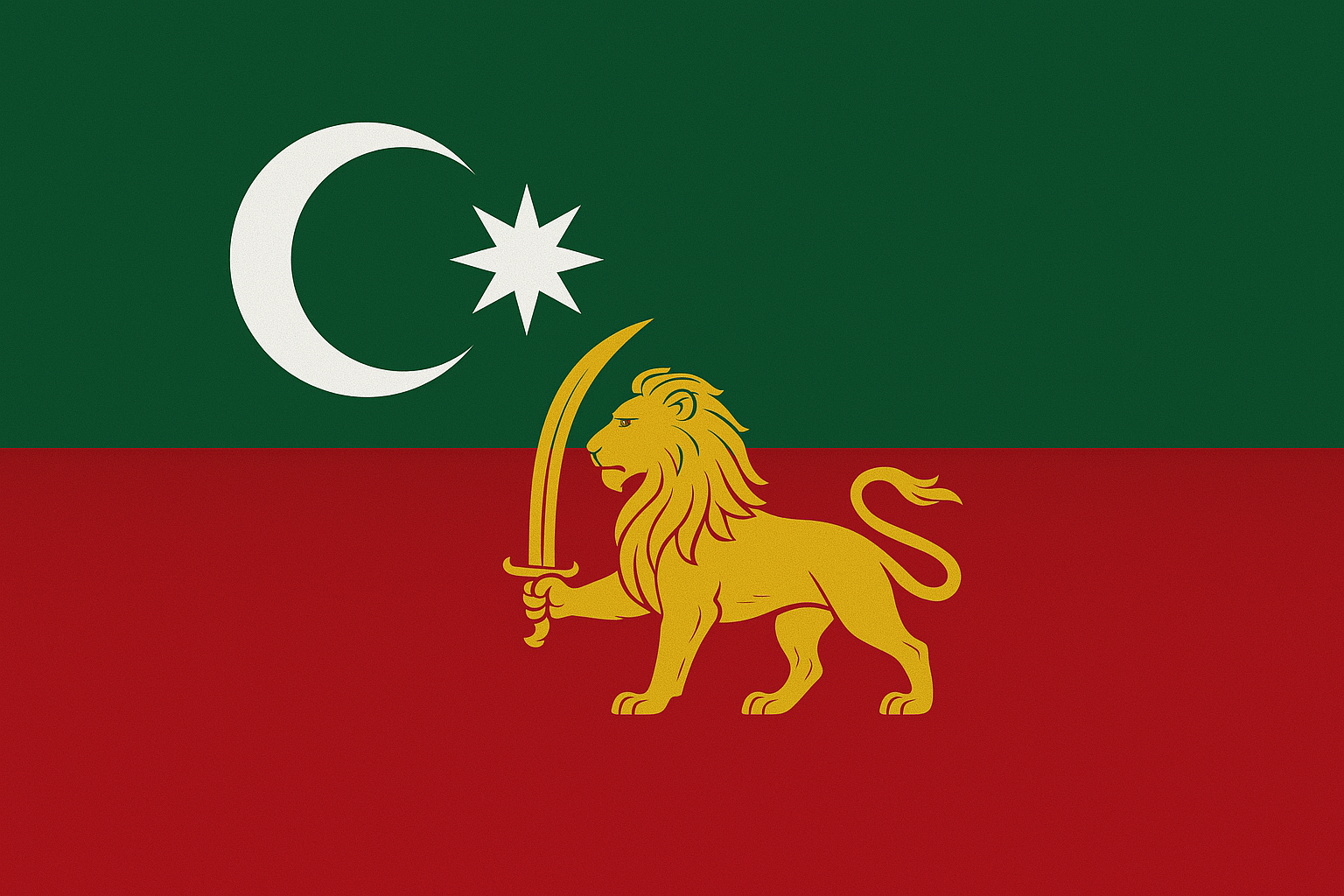
Un drapeau symbolisant l’identité particulière des communautés turkmènes-kizilbach du territoire de l’ancien vilayet de Diyarbakır.

Sur le plan linguistique, ces communautés parlaient un dialecte oghuz oriental, fortement influencé par le turc azerbaïdjanais et parfois désigné comme un turc azéroïde ou « agémique ». Ce dialecte se distinguait nettement du turc ottoman standardisé parlé dans les grandes villes ou par l’élite administrative. Il partageait des traits lexicaux et phonétiques avec les parlers turkmènes d’Irak chiite ou encore ceux d’Iran du nord-ouest.
Aujourd’hui, même si l’assimilation linguistique et l’usage du turc standard sont largement répandus, certains villages alévis de Diyarbakır, Mardin, Urfa ou Elazığ conservent encore une mémoire linguistique de ce parler. Ce dialecte, transmis oralement, est également porteur d’une riche tradition poétique et musicale, liée aux sept grands âshıqs ou ozans de la tradition alévie-kızılbaş, parmi lesquels Pir Sultan Abdal, Şah Hatayi (Shah Ismail), ou encore Kul Himmet.

### Syrie
Le legs des Kizilbaches de Syrie vient du fait que de nombreux Alévis en Syrie sont d'origine kizilbache. La population d'origine kizilbache en Syrie parle un dialecte de l'azéri et leur nombre était estimé à 30 000 dans les années 1960.

## Kizilbaches célèbres
- Commandants militaires :
  - Husein Khan Shamlu
  - Muhammed Khan Ustadjlu
  - Imamqulu Khan Ziyadoglu Qadjar
- Diplomates :
  - Huseyin Ali Bey Bayat
  - Oruç Bey Bayat
- Historiens :
  - Hasan Bey Rumlu
  - Iskender Munshi Bey Turkmen
- Écrivain et Peintre :
  - Sadiq Bey Afshar
- Poètes :
  - Ashık Qurbani : Grand barde d'Azerbaïdjan, Qurbani est considéré comme le premier ashık. Il sera l'un des premiers à prendre part à la cause kizilbache. Ses poèmes racontent la société de l'époque et les querelles entre les chefs kizilbaches. Il sera prisonnier des Ottomans avant d'être libéré par les Kizilbaches. Dans ses poèmes, on peut sentir un attachement très vif à Chah Ismail :

« Qurbani se sacrifiait pour la personne du chah
Le derviche sait ce qu'est une vie misérable
Mon seigneur a regardé le rivage et l'a jeté au plus profond
Durant soixante-dix ans l'ange Gabriel m'a ébloui, ô Maître ! »

- Pir Sultan Abdal: c'était un abdal et un grand poète. Le gouverneur de la ville de Sivas, Hizir pasha, l’a fait pendre car on l’a accusé de soutenir les séfévides. Pir Sultan n’était pas seulement un abdal comme les autres, tranquillement assis dans son tekke (couvent), il était avec le peuple et voyait les souffrances du peuple. Ses poèmes reflètent la société de l’époque avec tous ces soucis :

« Que je brûle de l’amour divin
Je ne retournerai pas de mon chemin
Si je quitte mon chemin, je serais désœuvré
Je ne retournerai pas de mon chemin
Si les cadis et les muftis donnent la sentence
Si on me pend, voici la corde
Si on m’égorge, voici la dague
Je ne retournerai pas de mon chemin. »

- Yusif Bey Ustadjlu
- Murshidqulu Shamlu

## Particularités

### Les noms kizilbaches
Une des caractéristiques spécifiques aux Kizilbaches est leur nom. L'appartenance à la noblesse ajoute à ces noms un caractère officiel : le surnom, le titre, le clan et enfin la tribu à laquelle ils appartiennent.
La majorité de ces noms date de l'époque du shah Abbas :
- Qasim Sultan Aymanlu Afshar
- Ahmad Sultan Shamlu
- Deli Muhammed Khan Chemseddinlü Dzulqadir
- Mehemmed Khan Sarisulak Ustadjlu
- Ughurlu Sultan Bayat
- Dönmez Sultan Çepni

Les prénoms se terminent en général par les suffixes « Qulu » et « verdi » qui respectivement signifient en turc esclave de et a donné.

### Atabey (tutorat)
Dans le système étatique kizilbache, l'éducation des princes est donnée aux Khans. Ce système permet au prince de voir autre chose que le palais royal et la cour.

### Qurultay
Chez les turco-mongols de Gengis Khan et Tamerlan, le qurultay est le point de départ pour les conquêtes. Les Kizilbaches continuent cette tradition en y ajoutant le couronnement des chahs. Cette réunion des armées sert aussi à régler les comptes et distribuer des titres honorifiques.
- Le qurultay d'Erzincan en 1500 sous Chah Ismail.
- Le qurultay de Muğan en 1607 sous Chah Abbas.
- Le petit qurultay en 1731 sous Nadir Chah.
- Le grand qurultay de Muğan en 1736 sous Nadir Chah pour son couronnement.
- Le qurultay de Muğan en 1796 sous Agha Mohammad Chah pour son couronnement.

### Yarlık
Quand les Kizilbaches remportaient une bataille, ils nommaient l'endroit où elle s'était déroulée, Yarlık.
Puis, le soir, sous la tente du chah une grande fête était organisée et des ashıks venaient divertir l'assemblée composée de khans, de sultans et de beys.
Yarlık signifie en turc « qui appartient à l'armée ».
La musique avait une place très importante chez les Kizilbaches et c'était une tradition très ancienne. Les bardes, appelés "ashık", n'étaient pas là juste pour divertir, ils participaient aussi aux batailles. Le shah Ismaïl avait même créé un contingent d'ashık.